# ریچارد آکون
ریچارد آکون (انگلیسی: Richard Ackon؛ زادهٔ ۱۰ اکتبر ۱۹۷۸) بازیکن فوتبال اهل غنا بود.
از باشگاه‌هایی که در آن بازی کرده است می‌توان به باشگاه فوتبال استابک اشاره کرد.
وی همچنین در تیم ملی فوتبال غنا بازی کرده است.